# Theope tetrastigma
Theope tetrastigma är en fjärilsart som beskrevs av Bates 1868. Theope tetrastigma ingår i släktet Theope och familjen Riodinidae. Inga underarter finns listade i Catalogue of Life.